# Melody A.M.
Melody A.M. – debiutancki album norweskiego zespołu Röyksopp. 
Piosenki z tego albumu zostały wykorzystane w reklamach telewizyjnych i grach komputerowych, "Remind Me" została formalnie przedstawiona w reklamie firmy ubezpieczeniowej GEICO. "Eple" został licencjonowany przez Apple i wykorzystany jako wprowadzenie na Mac OS X v10.3 Setup Assistant. Zostały wydane trzy edycje tego albumu: w standardowej wersji w Europie i Wielkiej Brytanii w 2001 r.; w edycji limitowanej w Ameryce Północnej w 2002 r. z dodatkową płytą zawierającą 3 remiksy i 3 teledyski, oraz edycja specjalna w Japonii w 2003 r. z dodatkową płytą zawierającą 9 remiksów (w tym 3 z edycja specjalnej) i 3 teledyski. Płyta znalazła się na liście "1001 albumów, które musisz usłyszeć przed śmiercią", a singiel "Eple" znalazł się na 336. miejscu listy najlepszych utworów dekady Pitchfork Media

## Lista utworów
1. "So Easy" – 4:09
2. "Eple" – 3:36
3. "Sparks" – 5:25
4. "In Space" – 3:30
5. "Poor Leno" – 3:57
6. "A Higher Place" – 4:31
7. "Röyksopp's Night Out" – 7:30
8. "Remind Me" – 3:39
9. "She's So" – 5:23
10. "40 Years Back/Come" – 4:45

Bonus CD (2 CD limited edition)
1. "Poor Leno" (Jakatta Radio Mix) – 3:35
2. "Poor Leno" (Silicone Soul's Hypno House Dub) – 8:11
3. "Remind Me" (Someone Else's Radio Remix) – 4:04

CD zawiera także klipy muzyczne:
1. "Eple" (muzyczne wideo)
2. "Poor Leno" (muzyczne wideo)
3. "Remind Me" (muzyczne wideo)

Japońska edycja specjalna dodatkowego CD
1. "Don't Go" - 7:19
2. "Poor Leno" (Jakatta Radio Mix) – 3:35
3. "Poor Leno" (Silicone Soul's Hypno House Dub) – 8:11
4. "Remind Me" (Someone Else's Radio Remix) – 4:04
5. "Eple" (Fatboy Slim Remix) - 5:48
6. "Eple" (Shakedown Remix) - 6:43
7. "Eple" (Black Strobe Remix) - 6:10
8. "Sparks" (Roni Size Remix) - 5:29
9. "Sparks" (Murk Downtown Miami Mix) - 8:22

CD zawiera także klipy muzyczne:
1. "Eple" (muzyczne wideo)
2. "Poor Leno" (muzyczne wideo)
3. "Remind Me" (muzyczne wideo)

## Single
- "Eple" (2001)
- "Poor Leno" (2001)
- "Remind Me"/"So Easy" (2002)
- "Sparks" (2003)